# مدیسون مرسک
مدیسون مرسک (به انگلیسی: Madison Maersk) یکی از بزرگترین کشتی‌های بارگنجی در جهان است.این کشتی در کلاس مرسک تریپل ای قرار دارد و در سال ۲۰۱۴ توسط کشتی‌سازی دوو و مهندسی دریایی در کره‌جنوبی ساخته شد.این کشتی به همراه کشتی‌های خواهرش مانند مارشال مرسک، ماریبو مرسک، متز مرسک، میویو مرسک و مگلبی مرسک با توجه به بهبود معماری، مهندسی و سامانه پیشران قوی تر و دستیابی به ویژگی های پویای بهتر و سوخت کمتر سفارش داده شد.این کشتی گنجایش ۱۸.۲۷۰ بارگنج بیست‌پایی دارد.